# Pla Raa

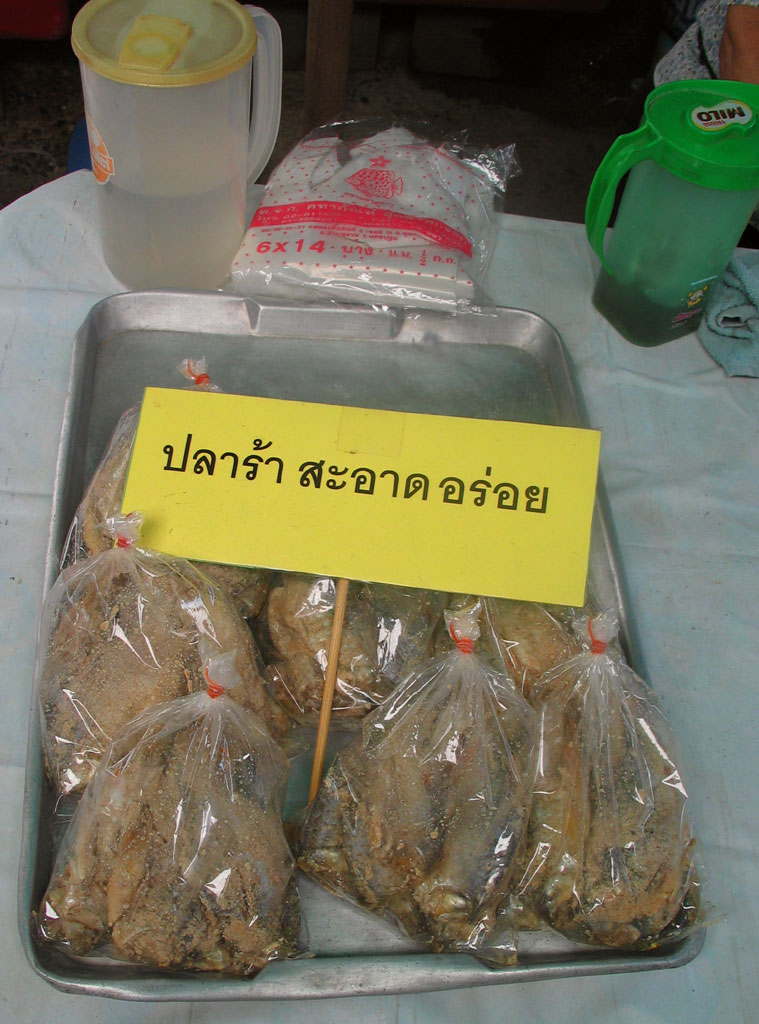
Pla Raa auf dem alten Markt von Don Wai, Nakhon Pathom

Pla Raa (Thai: ปลาร้า, umgangssprachlich auch: Balaa, wörtlich: „Verrotteter Fisch“) ist ein eingelagerter, gesalzener und vergorener Fisch, der oft in der Zubereitung von Salaten in der thailändischen Küche verwendet wird.

## Herstellung
Neben anderen traditionellen Methoden, Fisch haltbar zu machen, zum Beispiel an der Sonne trocknen oder räuchern, ist die Fermentation mit Salz (vorzugsweise Steinsalz) eine Methode, die besonders in Nordost-Thailand, dem so genannten Isan, aber auch im benachbarten Laos und in Kambodscha gern benutzt wird.
Die Art und Weise der Herstellung variiert etwas je nach Gegend. Es handelt sich um frisch gefangene, kleine bis mittelgroße Flussfische, die zuerst von Schuppen befreit werden. Oft werden auch die Köpfe und die Innereien entfernt, dann werden sie entweder ganz oder in Stücken mit Salz vermischt. Nach einigen Tagen wird der Fisch nochmals filetiert, manchmal auch nochmals gereinigt und anschließend in luftdicht verschlossenen Behältern verpackt. Die Behälter sind traditionell in einer charakteristischen Form aus Ton hergestellt. Um die Haltbarkeit zu verlängern, werden neben großen Mengen von Salz auch Kohlenhydrate in Form von gekochtem Reis oder Früchten hinzugegeben. Die Reifezeit dauert dann einige Wochen bis Monate.
Die größten Produktionsgebiete befinden sich in Thailand am Songkhram-Fluss in der Provinz Nakhon Phanom, in Kambodscha am Tonle-Sap-Fluss. Mittlerweile wird Pla Raa auch industriell hergestellt und in die ganze Welt exportiert.

## Verwendung
Das Endprodukt kann noch weiterverarbeitet werden, indem es zu Fischsauce (Nam Pla) verkocht wird. Es ist eine beliebte Zutat zu vielen lokalen Gerichten, wie zum Beispiel dem National-Gericht des Isaan, dem Som Tam. Man sagt, gibt es außer Pla Raa keine weiteren Vorräte im Haus, braucht dennoch niemand zu verhungern, da Pla Raa so vielseitig zu verwenden ist.

## Gesundheit
Wenn Pla Ra als Zutat für ungekochte Speisen verwendet wird, wird es leicht kontaminiert. Ein Beispiel ist Nam Phrik (Chili-Fischsauce), das Pla Ra als Zutat verwendet. Nam Phrik wird nicht gekocht und oft für ein oder zwei Mahlzeiten aufbewahrt. Nach einer Weile wird es Krankheitserreger enthalten und eine hohe Anzahl von Mikroorganismen aufweisen. In einigen Fällen waren in Nam Phrik sowohl E. coli als auch S. aureus vorhanden, aber keine pathogenen Organismen. Der Grund dafür ist, dass die Säure der Tamarinde den pH-Wert auf weniger als 4,6 gebracht hat, was das Wachstum der meisten Krankheitserreger verhindert. Pla ra vor dem Nachheizen ist mit S. aureus verunreinigt, aber die Kolibakterien sind niedrig und werden durch Kochen zerstört.